# Now 01 (série da Austrália)
Now 01 é o primeiro álbum de compilações de Now That's What I Call Music! na Austrália, lançado pela editora discográfica EMI. Foi para substituir as compilações de longa data, 100% Hits.

## Alinhamento de faixas
| N.º | Título                      | Artista(s)                      | Duração |  |
| 1.  | "What's Luv?"               | Fat Joe com Ashanti             |         |  |
| 2.  | "I Love Rock 'N' Roll"      | Britney Spears                  |         |  |
| 3.  | "Fly By II"                 | Blue                            |         |  |
| 4.  | "Beautiful"                 | Disco Montego & Katie Underwood |         |  |
| 5.  | "I'm Moving On"             | Scott Cain                      |         |  |
| 6.  | "It's Ok"                   | Atomic Kitten                   |         |  |
| 7.  | "All You Wanted"            | Michelle Branch                 |         |  |
| 8.  | "Dove (I'll Be Loving You)" | Moony                           |         |  |
| 9.  | "What About Us?"            | Brandy                          |         |  |
| 10. | "Hands Clean"               | Alanis Morissette               |         |  |
| 11. | "Oops (Oh My)"              | Tweet                           |         |  |
| 12. | "Something"                 | Lasgo                           |         |  |
| 13. | "Let Love Be Your Energy"   | Robbie Williams                 |         |  |
| 14. | "Gotta Get Through This"    | Daniel Bedingfield              |         |  |
| 15. | "4 My People"               | Missy Elliott                   |         |  |
| 16. | "We Are All Made Of Stars"  | Moby                            |         |  |
| 17. | "B With Me"                 | Mis-Teeq                        |         |  |
| 18. | "Green"                     | Alex Lloyd                      |         |  |
| 19. | "Dance All Night"           | BJ Caruana                      |         |  |
| 20. | "Youth Of The Nation"       | P.O.D.                          |         |  |